# Клетки (Греция)

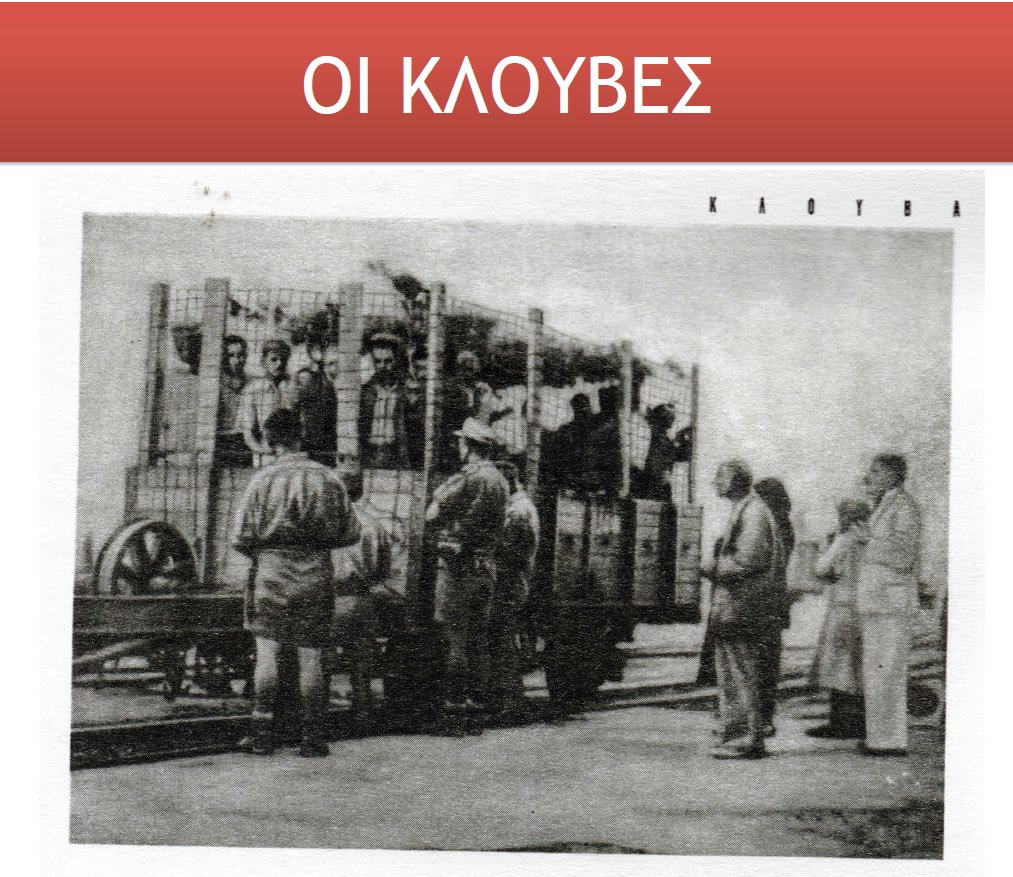
«Клетка»

«Клетки» (греч.  Οι κλούβες) — специальные открытые платформы — вагоны широко и систематически использованные германскими войсками в годы Второй мировой войны в оккупированной ими Греции.
«Клетки» с греческими заложниками располагались впереди локомотивов (паровозов) для предотвращения атак со стороны греческих партизан.
Именем «Клетки» также назван роман греческого писателя Зисиса Скароса бывшего заложником «Клеток».

## Предыстория
Греция была одной из европейских стран, где в годы Второй мировой войны партизанское движение получило широкий размах.
С самого начала тройной, германо-итало-болгарской оккупации, Греции, инициативу по развёртыванию широкого движения Сопротивления взяла на себя Коммунистическая партия Греции. С этой целью, с привлечением других партий, в сентябре 1941 года был создан Национально-освободительный фронт Греции (ЭАМ), который затем приступил к созданию Народно-освободительной армии Греции (ЭЛАС).
В общем то негустая, железнодорожная сеть этой горной страны и в особенности линия Афины — Салоники постоянно подвергалась атакам партизан ЭЛАС.
Достаточно отметить, что только «Отдельный инженерный батальон» Антониса Врацаноса при 1-й фессалийской дивизии ЭЛАС, действовавший на линии Афины — Салоники в районе Олимпа, взорвал 36 железнодорожных мостов и уничтожил 20 железнодорожных составов и 12 паровозов.
В феврале 1944 года, батальон Врацаноса, взорвал в Темпейском ущелье, между горами Олимп и Осса, железнодорожный состав N53, полный солдат и офицеров, направлявшихся на Восточный фронт. Это стоило Вермахту 450 убитых, из которых 150 офицеров, включая генерала с его штабом. Эта акция считается одной из самых больших диверсий в оккупированной немцами Европе:245)

## «Клетки» как превентивные меры
Обычной практикой оккупационных властей были расстрелы на местах атак и диверсий либо жителей близлежащих населённых пунктов:175, либо заложников из числа политических заключённых тюрем и концлагерей:245.
«Клетки» были превентивными мерами, с помощью которых немцы пытались обезопасить свои локомотивы и составы от атак партизан:175.
Издание ветеранов греческого Сопротивления утверждает, что «Клетки» были использованы немцами систематически только в Греции:276.
Исследователь С. Теодоропулос из «Марксистского общества исследований» (ΜΑΧΩΜΕ) утверждает, что маршал Петен угрожал своей отставкой, когда ему было предложено использовать «Клетки» во Франции.
«Клетки» представляли собой маленькие двухосные открытые платформы — вагоны, в которых за колючей проволокой немцы размещали греческих заложников.
Платформа полностью ограждалась колючей проволокой как по периметру, так и сверху, полностью соответствуя своему прозвищу «клетка»:276.
«Клетка» была заминирована и располагалась впереди локомотива. Электрический кабель от «Клетки» выходил к локомотиву, где постоянно находился немецкий унтер-офицер. В случае подрыва состава греческие заложники становились первыми жертвами. В случае атаки партизан на состав унтер-офицеру было приказано взорвать «Клетку». И в этом случае греческие заложники становились первыми жертвами:276.

## Кульминация использования «Клеток»
Подготавливая свой уход из Греции и находясь под постоянными атаками частей ЭЛАС, немецкие оккупационные власти с июня 1944 года сделали использование «Клеток» на железнодорожных магистралях обязательным и массовым.
С 12 июня началась отправка в «Клетки» смертников из концлагеря Хайдари, группами по 50 человек:276.
Одна из «Клеток» со смертниками из Хайдари подорвалась всего лишь через месяц, 1 сентября в Мегало Певко, недалеко от Афин. Большинство из погибших были пленными партизанами ЭЛАС:277.
Примечательно, что партизанам ЭЛАС, в ходе атаки на железнодорожный состав в Псатопирго, Пелопоннес, удалось захватить без потерь смертников одну из «Клеток». В ответ на свои потери при атаке на железнодорожный состав и компенсируя утрату этой «Клетки» и её смертников, в тот же день, немцы сами взорвали в Коринфе «Клетку» с 20 смертниками:277.

## Роман Зисиса Скароса
Греческий писатель Зисис Скарос (1917—1997) был арестован немцами и заключён в Концентрационный лагерь Хайдари, где попал в число узников определённых в заложники «Клеток». Скарос описал это в книге «Клетки», изданной сразу после войны в 1946 году.